# 大笑点
大笑点（だいしょうてん）は、日本テレビ系列（TOS・UMKを除く）で2006年から2008年までの1月1日（元日）に生放送された、お正月（新春）の特別・単発番組である。

## 放送時間
放送時間はすべてJST。
| 番組タイトル | 年度・放送日 | 放送時間      | 放送総数         |
| ------------ | ------------ | ------------- | ---------------- |
| 大笑点       | 2006年1月1日 | 05:55 - 20:00 | 845分:14時間05分 |
| 大笑点2007   | 2007年1月1日 | 08:30 - 20:30 | 720分:12時間     |
| 大笑点2008   | 2008年1月1日 | 09:00 - 21:00 | 720分:12時間     |

## 概要

### 2006年
- 『笑点』の放送開始40周年と放送回数2,000回（2006年1月22日の放送で2,000回を迎えた）突破を記念して放送された（大笑点は特番放送であるため、笑点の放送回数にはカウントされていない）。
- 総合司会を桂歌丸、メインパーソナリティーをTOKIOがそれぞれ務めた。また、TOKIOの国分太一が開始から15:00まで生放送部分の大喜利の司会を担当した。なお、メインの大喜利（寿大喜利、TOKIOと笑点メンバーによる大喜利など）の司会は歌丸が務めた。
- 番組テーマは「ニッポンを元気に!!」。オープニングで番組テーマを考えた国分から発表された。
- 番組後半で脳梗塞で入院していた5代目三遊亭圓楽が登場した。
- 山田隆夫が笑点の座布団を1枚背負って50kmマラソンに挑戦し、完走した。
- 実質的な『笑点スペシャル』は17:15頃から放送された。このパートは事前に収録されたもので、笑点メンバーによる新年の挨拶や「振袖大喜利」「寿大喜利（レギュラー大喜利）」「行列のできる法律相談所大喜利」「東西大喜利」、マギー司郎・マギー審司師弟によるマジックやケーシー高峰の医療漫談が放送された。大喜利の問題数は「寿大喜利」は3問、他は2問、座布団運びは三遊亭愛楽が代理担当した。
- 国分が林家木久蔵の水戸黄門コントに参加し、ペナルティ・ワッキーのネタ「芝刈り機の物真似」を無音で披露した。
- オープニングが2回あり、1回目は番組開始時、2回目は6:50頃に放送された。なお、この日のために新たに作られたオープニングアニメは2回目で放送された。内容は、前半は笑点メンバー（療養中の5代目圓楽、こん平はもちろん、レギュラー放送では紹介されないたい平も含む）、後半はTOKIOのメンバーだった。また、「製作著作・日本テレビ」の右下に表示される「（なんだろうマーク）日テレ」のロゴが通常は赤で表示されるところが緑で表示され、さらに2006年の干支である犬の似顔絵からなんだろうマークに変わるというものだった。
  - オープニングアニメ「大笑点2006編」の内容：5代目圓楽…七福神の大黒天（他メンバーも七福神に扮している）→歌丸…初日の出→こん平…凧揚げ→木久蔵…猿まわし→好楽…羽根突き→小遊三…曲芸→楽太郎…かるた取り→たい平…獅子舞→山田…座布団初荷→城島茂…DASH村→山口達也…餅つき→国分太一…書き初め→松岡昌宏…杯事→長瀬智也…お年玉
- 19時台のクライマックスでは、生放送で勝ち抜き制の大喜利やクイズを勝ち抜いた長州小力と笑点メンバーの夢の大喜利（小力は木久蔵と楽太郎の間に座った。問題は1問のみ。）があった。さらに19:35頃に山田が50kmマラソンを完走し、スタジオにゴールインした。そしてその後に番組最後の大喜利であるTOKIOと大喜利メンバーによる大喜利（問題は2問）を放送した。この大喜利ではマラソンを完走した山田が笑点チームの座布団運びを担当した（50kmマラソンの疲労もあって山田は椅子に座り、アシスタントの噺家に指示を出していた）。
  - 最高視聴率は第4部（19:00〜20:00）の13.7%だった。
- テレビ雑誌『月刊ザテレビジョン』に「長瀬・松岡とオリエンタルラジオのコラボレーションによる『武勇伝2006』を予定している」と書いていたが、長瀬も松岡も多忙なため中止になった。
- テレビ大分とテレビ宮崎はこの番組は放送せず、テレビ大分は2005年まで『新春!ズームイン!!SUPER』を放送していたが、この年は『第39回初詣!爆笑ヒットパレード・一部』を同時ネットしていた。また、両局はフジテレビの『最強運芸能人決定戦。』の後、後番組である『行列のできる法律相談所』スペシャル開始までの時間は『ザ!鉄腕!DASH!!』スペシャルを放送した。

### 2007年
- 2007年は『新春!ズームイン!!SUPER』が2年ぶりに放送されたため放送時間は短縮され、8:30〜20:30の12時間となった。
- この回は前年の様々な大喜利を展開したが、荒行大喜利とサバイバル大喜利は視聴者などから不評で大幅にテコ入れされ、星座別対抗で勝者予想とゲームをしたり大阪の中継を継いで東西対抗戦などを展開する内容だった。
- 前回好評だった「最強横綱決定戦」に加え、この回は「スケートGP」と「フードファイター東西対抗大喰いバトル」を実施。「スケートGP」には山口が出演している『おネエ★MANS』に出演しているメンバーが応援に駆けつけ、「フードファイター〜」には『ラジかるッ』（関東地区のみ）に出演している大食いチャンピオン・ギャル曽根などの大食いチャンピオンが登場した。
- 日テレのモバイルサイトでは「最強横綱決定戦」と「スケートGP」の優勝チームおよび優勝者を予想し、予想を的中させた参加者に抽選でお年玉をプレゼントする企画を実施した。
- 全時間帯でリアルタイム字幕放送を実施（NNNニュースのパートを含む）し、音声もステレオ放送に切り替えた（NNNニュースのパートを除く）。
- テレビ大分の編成についてはテレビ大分番組一覧を参照。

### 2008年
- 2008年は『新春!ズームイン!!SUPER』が9:00までの放送となりスタート時間が30分繰り下がり9:00に、終了時間が21:00となり前年と同じ12時間になる。なお、『26時間ちょっとテレビ』の中で放送された。
- クロスネット局のうち、テレビ大分とテレビ宮崎では放送されない。福井放送では全時間放送される。
- 全編ハイビジョン（16:9）制作で、4:3画面では両サイドに紅白幕を模ったデザイン（左は大笑点。右は日の丸の扇子4枚を表示）が付けられる。
- ところが前年まで続いた大相撲汐留場所は、日本相撲協会が前年起きた相次ぐ不祥事に関連して、協会員の年末年始テレビ・ラジオ出演自粛令を出したため行われなかった。

### 2009年以降
- 「大笑点」は2008年放送回で終了し、2009年は以下の3番組に分割されることになった。
  - 9:00〜15:50に中山秀征などが司会を務めている『ラジかるッ』の拡大版『謹賀ラジかるッ2009』を全国ネットで生放送。『平成あっぱれテレビ』以来の生特番路線はこちらが担う形となった。（2010年は『しゃべくり007』の拡大版に変更されたが収録番組に変更され生特番路線は一旦途絶えたが、2011年は「しゃべくり」が4時間半に縮小し、AKB48・田村淳（ロンドンブーツ1号2号）などの出演による非公開生番組『あけましてAKB! 2011年もガチでいきます 生で晴れ着で全員集合 大新年会スペシャル』を放送。しかし2012年以降は『しゃべくり』が6時間半に再び拡大され、生特番路線も再び途絶えた状態となっている。）
  - 16:00〜18:00に『笑点お正月スペシャル』を放送。久々の『笑点』単体特番となった。※2024年は除く。
  - 18:00〜20:54に『TOKIO☆ドリームチャレンジ!!』を生放送。メイン出演者のTOKIOはもちろんのこと、『大笑点』の総合司会であった福澤・小林の両名も続投する形でこちらの総合司会も務めた。（2010年は福澤・小林は出演せず代わりに羽鳥慎一アナが担当）また、この番組の最後に行っていた「三本締め」をこの番組のエンディングで行っていた。2011年以降は『ウルトラマンDASH』を放送。

## スポンサーに関して
ネットセールス部分
- 10時枠・17時台後半枠・18時台前半枠・終盤枠にそれぞれ30秒×8本、日曜朝11時枠に30秒×4、日曜正午から16時30分まで30秒×3本が2回、合計30秒×42枠・24分あり、大晦日と3ヶ日で休止する「おもいッきりイイ!!テレビ」などのスポンサーが振替られる。
  - 2007年の回では前日12月31日に休止した「笑点」の一部のスポンサーが入り、2008年の回では前年12月30日に休止した「THE・サンデー」の一部のスポンサーが入った。
  - 2006年の回では「新春!ズームイン!!〜」がなかったため、日曜6時台後半 - 8時枠に前半30秒×8本(4分)・後半30秒×10本(5分)計30秒×18本(9分)分入り、当日休止分の「THE・サンデー」の一部のスポンサーが中心に入った。また、17時後半枠が「笑点」のスポンサーが丸々入り、18時枠は「真相報道 バンキシャ!」の枠だが一部のスポンサーを除いて差し替えた。
  - 19時以降はレギュラー枠のスポンサー枠が埋まる。
- また、この傾向は「箱根駅伝」や「全国高等学校サッカー選手権大会」を放送している1月2日・3日でも同様に18時までは各番組特定のスポンサーが入る（地方局の場合、地元校敗退等で「高校サッカー」が別番組に差し替えられた場合、その時間が半ばノンスポンサー状態になることもある。逆に地元校が敗退しても日テレネット受けで放送する局もある。）。その後、18時台の『NNNニュース&スポーツ』には『NNN Newsリアルタイム』→『news every.』の全国ネット枠のスポンサーが、19時台〜23時枠は通常番組のスポンサー（場合によってはこの日に限っての特定のスポンサーも付く）がそれぞれ埋まる[1]。

## 視聴率
- 2007年放送回では4部中で各部での最高は3部（16:52〜19:00）の12.8%（ビデオリサーチ・関東地区調べ）。その前の2部（11:41〜16:52）の視聴率が10.1%を出している（ほかの視聴率は1部（8:30〜11:37）が10.6%、4部が（19:00〜20:30）が9.6%だった）。

## 出演者

### 笑点メンバー
- →   桂歌丸
- 林家木久扇（2007年9月に初代林家木久蔵より襲名）
- 三遊亭好楽
- 三遊亭小遊三
- 三遊亭楽太郎
- 春風亭昇太（2007年〜）

2007年は福岡市で行われた公演に出演するため早退し、番組後半以降は出演しなかった。
- 林家たい平
- 山田隆夫
- 三遊亭愛楽（2006年、マラソン中の山田隆夫の代役。2006年〜、TOKIOの座布団運び。）

過去の出演者
- 5代目三遊亭圓楽

2006年は司会であったが、療養中であったため番組の最後だけ顔出し。2007年は司会を既に降板していたため、途中にゲストとして参加。

### TOKIO
- 城島茂（TOKIOのリーダー）
- 山口達也（当時）
- 国分太一
- 松岡昌宏
- 長瀬智也（当時）

### 進行役
- 福澤朗
- 阿部哲子（2006年）
- 小林麻央（2007年・2008年）

### アシスタント・レポーター
- 藤井恒久
- 馬場典子
- 宮崎宣子
- ますだおかだ（2006年FAX紹介、2007年は解答者）

## 企画
各企画の出演者のうちお笑いタレントはほとんどがフジテレビで同日放送の『初詣!爆笑ヒットパレード』・『新春かくし芸大会』にも出演していたほか、2007年には続いて放送された『ビートたけしのお笑いウルトラクイズ』（2006年には『行列のできる法律相談所』）にも引き続き出演した。

### 大笑点内

#### 大相撲汐留場所
解説
- 武双山正士（藤島親方）
- 松村邦洋（物まね解説）

行司
- 30代木村庄之助（鵜池保介）

出場者
2006年、2007年に参加 
- 山口達也
- 角盈男
- 両國宏
- 藤原喜明
- 日村勇紀
- HIRO
- クロちゃん
- デーブ大久保
- 神奈月

2006年のみ
- 草野仁
- チャック・ウィルソン
- ランディ・マッスル
- グレート義太夫
- 内山信二
- 脇知弘
- マイケル
- レイザーラモンHG
- 前田健

2007年のみ
- 団長安田
- 三遊亭歌武蔵

#### 芸能人スケート選手権大会
司会者
- ガレッジセール

出場者
- 山口達也
- 林家たい平
- 宮本隆治
- ウォーレン・クロマティ
- 武田修宏
- レイザーラモンHG
- 佐藤弘道
- 見栄晴
- ヨーコ・ゼッターランド
- 長塚智広

応援
- 松野明美（山口達也の応援）

#### 最強のネタ芸人LIVE BEST HIT6
大阪・なんばグランド花月から中継。3つのキーワードをネタにした漫才・落語を披露した。
出演者
2006年
- 進行
  - ロンドンブーツ1号2号
- 出演
  - 大木こだま・ひびき
  - 宮川大助・花子
  - B&B
  - 今いくよ・くるよ
  - 中田カウス・ボタン
  - 桂文珍

2007年
- 進行
  - 陣内智則
- 出演
  - 大木こだま・ひびき
  - 月亭八方

2008年
- 出演
  - 桂文珍
  - 中田カウス・ボタン
  - オール阪神・巨人
  - 大木こだま・ひびき

#### クイズ100人が答えます
出演者
- 麻生太郎
- 小池百合子
- 東国原英夫
- はなわ
- 小島よしお
- 青木さやか
- にしおかすみこ
- 岡島秀樹
- アンガールズ
- Pabo
  - 里田まい
  - スザンヌ
  - 木下優樹菜

#### 山田隆夫50kmマラソン
2006年のみ実施。
レポーター
- アンジャッシュ

応援
山田隆夫を『24時間テレビ』のパロディで応援していた。
- ノブ&フッキー
- ゆうぞう

#### オオギリンZ
2006年のみ実施。

#### 芸能人記憶王決定戦
2008年実施。
出演者
- 品川庄司
- カンニング竹山
- 大沢あかね
- まちゃまちゃ
- 大林素子

応援
- ムーディ勝山

#### すし駅伝・大食い対決
2008年実施。実は2007年の大晦日から実施されていた。
司会者
- 彦摩呂

出場者
- ギャル曽根
- ジャイアント白田

#### 松岡料亭
レポーター
- Take2東貴博
- バナナマン
- ほしのあき

### 笑点スペシャル内

#### 演芸
マジック
- マギー司郎
- マギー審司

漫談
- ケーシー高峰
- 綾小路きみまろ

## スペシャル大喜利

### 大笑点内

#### サバイバル大喜利 笑点への道・大ウン動会・マラソン大喜利
番組では出場者名が以下の順番で『オールスター感謝祭』（TBS系）風にロールテロップで流れた。内容が『ビートたけしのお笑いウルトラクイズ』に酷似している。2007年は「大ウン動会」、2008年は「マラソン大喜利」と題して、『世界陸上競技選手権大会』を意識した演出となった。芸人以外にもグラビアアイドル（愛川、インリン、二宮、浜田など）や俳優（つるの剛士）が参戦。原則として出場者は、色とりどりのジャージを着用。ただし、特別な衣裳を着用している芸人は、その衣裳を着用して出場する。（例：アントニオ小猪木のプロレスパンツなど）
司会者
- ガダルカナル・タカ（2006年「サバイバル大喜利」）
- さまぁ〜ず（2007年「大ウン動会前」半部分の司会）
- キャイ〜ン（2007年「大ウン動会」後半部分の司会）
- 雨上がり決死隊（2008年「マラソン大喜利」）
- 山本高広（2008年「マラソン大喜利」）

メンバー
- 愛川ゆず季
- 赤と黒
- アップダウン
- あべこうじ
- 有吉弘行
- あれきさんだーおりょう
- アントニオ小猪木
- アントキの猪木
- 伊藤克信
- イワイガワ
- インリン・オブ・ジョイトイ
- 宴人
- 梅小鉢
- 江戸むらさき
- 大網亜矢乃
- 大友さゆり
- オードリー
- Over Drive
- お宮の松
- 折原みか
- 海川ひとみ
- 火災報知器
- ガッポリ建設
- かつみ♥さゆり
- 狩野英孝
- カラテカ
- ガンバレイ・シウバ（ダブルネーム）
- きぐるみピエロ
- ギャオス内藤
- キャラメルクラッチ
- キャン×キャン
- コア
- くまきりあさ美
- クワバタオハラ
- 胡喋蘭
- 寿司
- ゴリけん
- ザ・たっち
- 佐久間一行
- さくらんぼブービー
- 佐々木梨絵
- 360°モンキーズ
- ザブングル
- サンドウィッチマン
- 磁石
- 島田夫妻
- ジャイアント小馬場
- シャカ
- じゃぴょん
- ジャリズム
- 18KIN
- ジョー（ダブルネーム）
- 末吉くん
- 末高斗夢
- ストロング・マイマイズ
- スパローズ
- ダーリンハニー
- Dice（ダイス）
- タカアンドトシ
- 高本彩
- ダチョウ倶楽部
- ダンディ坂野
- チェリー☆パイ
- 丁半コロコロ
- 長州小力
- つぶやきシロー
- つるの剛士
- TKO
- 出川哲朗
- デンジャラス
- どーよ
- 飛石連休
- ドロンズ石本
- なかやまきんに君
- 長瀬智也（TOKIO）
- なべやかん
- 西川祥
- ニックス
- 二宮歩美
- ニブンノゴ!
- 猫ひろし
- ハイキングウォーキング
- 波田陽区
- パッション屋良
- 花香芳秋
- ハマカーン
- 浜田翔子
- パラシュート部隊
- ハリセンボン
- はるな愛
- ハロ
- ハローバイバイ
- ビーム
- ビックスモールン - コンビ時代
- BOOMER
- FUJIWARA
- ブラックマヨネーズ
- 平成ノブシコブシ
- HEY!たくちゃん
- POISON GIRL BAND
- ほたるゲンジ
- マキタスポーツ
- 増谷キートン
- 松村邦洋
- まってん×まってん
- メカドッグ
- 森三中
- 森下悠里
- 山田花子
- やるせなす
- ライセンス
- ランナァズハイ
- ロバート

#### 荒行大喜利
2006年のみ実施。
司会者
- 東貴博（Take2）

審査員
- ザ・グレート・サスケ

メンバー
- ぼんちおさむ
- 笑い飯
- 浜口順子
- ダンディ坂野
- トータルテンボス

#### 食いしん坊大喜利
2006年のみ実施。
司会者
- 石塚英彦

メンバー
- 松村邦洋

#### ものまね大喜利
2006年のみ実施。
メンバー
- 原口あきまさ
- 前田健
- ゆうたろう
- ホリ
- 神奈月

#### 早朝ハツラツ芸人大喜利
レポーター
- アンガールズ（2006年）
- 佐藤良子（2006年）

メンバー
- ウド鈴木
- カンニング竹山
- ペナルティ
- レイザーラモンHG

#### 世界チャンピオン大喜利
笑点#ボクシング世界チャンピオン大喜利を参照。

#### アナウンサー大喜利
笑点#アナウンサー大喜利を参照。

#### おネエ★MANS大喜利
2008年実施。「おネエ★MANS」出演者がメンバー。
司会者
- 桂歌丸・山口達也

メンバー
- 植松晃士
- IKKO
- 假屋崎省吾
- 真島茂樹
- 別府武彦
- 如月音流

座布団運び
- 林家たい平

#### 女芸人晴れ着大喜利
メンバー
- 大島美幸
- 南海キャンディーズ・山崎静代
- 杉田かおる
- だいたひかる
- まちゃまちゃ

#### セレブ女優大喜利
メンバー
- 飯島愛
- 川村ひかる
- さとう珠緒
- 杉田かおる
- 魚住りえ
- 村上知子

### 笑点スペシャル内

#### 寿大喜利
笑点#笑点!お正月だよ!大喜利祭りを参照。

#### 行列のできる法律相談所大喜利
2006年のみ実施。笑点#行列のできる法律相談所大喜利を参照。

#### 東西大喜利
笑点#東西大喜利を参照。

#### 振袖大喜利
笑点#振袖大喜利を参照。

#### TOKIOVS笑点大喜利
TOKIOとの対戦を参照。

## スタッフ

### 大笑点2008
- 制作：渡辺弘
- 構成：佐藤かんじ、沢口義明、川上トリオ、アサダアツシ、ヒロハラノブヒコ、上野耕平、青井曽良、安達××、内海邦一、大熊智、大竹将義、大名祥子、金沢達也、河野有、ゴージャス染谷、坂本茜、鈴木しげき、高梨武志、中倉けんじ、西村隆志、福田誠、桝本壮志、山崎康生/新倉イワオ、遠藤佳三、鈴木重夫、横山誠一、内海譲司、城啓介、山西伸彦、三木睦郎
- 日本テレビS1スタジオ
  - TM：古井戸博
  - 総合TD：土屋隆
  - CTD：高橋一徳、三橋崇弘、廉相圭
  - SW：望月達史、安藤康一
  - オープニングSW：滝沢壮治
  - CAM：高野信彦、佐藤裕司
  - 音声COD：今村公威
  - MIX：宮内貞、中村一男、大島康彦
  - AUD：中山貴晴
  - VE：笈川太
  - CR：坂本政一
  - 音効：島野高一、橋本いづみ
  - マルチモニター：小内一豊
  - モニター：紺野智宏、吉邑光司
  - 照明：小川勉
  - 美術プロデューサー：中原晃一
  - 美術デザイナー：磯村英俊
  - 美術進行：大川明子、山本澄子
  - 装置：峰崎俊輔、入江豊、小笠原憲仁、下吉克明
  - 電飾：岩井直樹、池埜雅史
  - 装飾：丸山善之
  - 持ち道具：柳下晃一
  - 衣裳：佐々木皖子
  - 特殊効果：内山栄一
  - 生花：柴田正子
  - メイク：外山奈津子
  - メイク・結髪：村上静子
  - 美術・照明協力：日本テレビアート
  - TK：井崎綾子、田中彩、山際慎子、春日千佳子
  - DSS：丸山茜、根本美幸、山岸由佳、竹島祐子
  - ECG：石黒好美
  - 中継コーディネーター：今井大輔
  - VTR出し・マルチSW：杉本憲隆、藤嶋祥行、高橋篤史
- FM：鈴木淳一、舟澤謙二、氣賀澤宏隆、高橋康之、小笠原豪、宇津浩二
- 汐留運営：内藤智子、光岡裕子、脇阪真琴、金沢明香、中山未希
- 広報：神山喜久子、高松美緒
- 編成：中川学
- アシスタント：日本テレビイベントコンパニオン
- プロデューサー：東山将之、長谷川賢一、石川京子
- TOKIOチーム：中田真紀、真木健一郎、中澤洋貴、田代栄治、木下昌洋
- 技術協力：NiTRo、音研、Qアップ、共立、ジャパンテレビ、テクノネット、日放、ヌーベルフォース、ネクシオン、八峯テレビ、バンセイ、ミジェット、読売映像
- 制作協力：AX-ON、IVSテレビ制作、アガサス、THE WORKS、ZIPPY、日企、フォルミカ、モスキート、ユニオン映画、ルーカス、ロール・ワン
- 制作進行：野本亜希子、岡本舞/斉藤寿
- 26時間ちょっとテレビ協力：菅賢治、安岡喜郎、松崎聡男、土屋泰則、松岡至、後藤東、今村司、染井将吾、福地聡
- ディレクター：原司、江成真二、久木野大、上田崇博
- プロデューサー：糸井聖一、上田識喜、中西健
- 演出：納富隆治、高谷和男、町尻具宗
- 総合演出：三觜雅人
- 総合プロデューサー：鈴木雅人、森實陽三
- チーフプロデューサー：梅原幹
- 制作著作：日テレ

※スタッフに関してはほとんどが笑点のスタッフだが、この番組では日本テレビのチーフプロデューサーもプロデューサーや協力名義で制作に携わっている。

#### 大笑点2006
- 制作：渡辺弘
- 構成：佐藤かんじ、桜井慎一、川上トリオ、アサダアツシ、上野耕平、ヒロハラノブヒコ、青木哲也、有川周一、池谷フューチャ、大井洋一、大熊智、下等ひろき、金森匠、岸本宙、久保貴義、小林哲也、近藤祐次、ゴージャス染谷、さだ、塩野智章、島津秀泰、高橋倫玲、竹嶋雄太、とちぼり元、ドットコム、中倉けんじ、西田哲也、西村隆志、藤井やすひろ、星野さやか、桝本壮志、松林健、三田卓人、宮﨑牛丼、森口正文、八代丈寛、山田浩康/遠藤佳三、横山誠一、鈴木重夫、城啓介、内海譲司、山西伸彦、三木睦郎
- 日本テレビGスタジオ
  - TM：古井戸博
  - CTD：土屋隆
  - SW：村松明、安藤康一、宮崎和久
  - C・CAM：鈴木健司、吉田健治、田代義昭
  - クレーン：池田卓弘、中村将直、金子二三夫
  - VE：佐久間治雄、飯島友美、笈川太、矢田部昭、今野広樹、塩原和益
  - 音声CTD：今村公威
  - 音声TD：笹川秀男
  - MIX：大島康彦、中村一男、白水英国
  - AUD：池田正義、岩橋尚治、太田黒健至
  - 音効：島野高一、橋本いづみ
  - LEDモニター：小内一豊
  - モニター：池山紘章、紺野智宏
  - 照明プロデューサー：山本智浩
  - LD：小川勉、安井雅子
  - 美術プロデューサー：中原晃一
  - デザイナー：磯村英俊、柳谷雅美、熊崎真知子
  - 大道具：峰崎俊輔、伊藤友太
  - 持道具：高橋由美
  - 電飾：岩井直樹、小谷田英俊
  - 特殊効果：平井隆生
  - 小道具：丸山善之、高橋吉彦
  - 結髪：松本多香子
  - 衣裳：佐々木皖子、北川方映
  - 花飾：藤崎華代
  - メイク：村上静子、外山奈津子
  - 美術・照明協力：日本テレビアート
  - リサーチ：今別府亮、酒井明広、村上洋賢
  - 技術全体コーディネーション：池谷賢志、安彦真利江
  - TK：井崎綾子、大岡伸江、長谷川和美、田中彩
  - DSS：山際慎子、丸山茜、根本美幸、山岸由佳
- アシスタント：日本テレビイベントコンパニオン
- 汐留運営：光岡裕子、福田浩一郎、仲埜寛子
- 編成：小澤龍太郎、毛利忍、柴田裕次郎
- FM：舟澤謙二、杉岡士朗、氣賀澤宏隆、高橋康吉、平野進、小笠原豪
- THE!鉄腕!DASH!!チーム：中田真紀、真木健一郎、川久保貴之、中澤洋貴、伊藤寛昭、木下昌洋
- 笑点チーム：大畑仁、親松豊、梅沢佳代
- 笑点チームプロデューサー：飯田達哉、中野留理子
- 技術協力：NTV映像センター、日本テレビビデオ、コスモスペース、テレテック、クロステレビジョン、千代田ビデオ、八峯テレビ、共立、ミジェット、ジャパンテレビ
- 制作協力：IVSテレビ制作、アガサス、NCV、ZION、ザ・ワークス、翔テレビジョン、ZIPPY、創輝、日企、日本テレビエンタープライズ、ファクト、フォルミカ、フォーミュレーション、ブームアップ、モスキート、ユニオン映画、ロール・ワン
- 番組協力：土屋泰則、菅賢治、政橋雅人、高橋正弘、袴田直希、吉川圭三、安岡喜郎/桜田和之、城朋子、丸山公夫
- 制作進行：野本亜希子、平野綾音、佐々木美香、斉藤寿
- 演出：向笠啓祐、原司、今井大輔
- プロデューサー：実成俊也、金田有浩、森實陽三、糸井聖一、上田識喜、中西健、東山将之/中村英明
- 総合演出：三觜雅人
- プロデューサー：鈴木雅人
- チーフプロデューサー：梅原幹

#### 大笑点2007
- 制作：渡辺弘
- 構成：佐藤かんじ、沢口義明、川上トリオ、アサダアツシ、上野耕平、ヒロハラノブヒコ、会沢展年、大熊智、大名祥子、菊池裕一、小林哲也、ゴージャス染谷、さだ、鈴木しげき、高橋倫玲、竹嶋雄太、中倉けんじ、西村隆志、福田誠、桝本壮志、宮﨑牛丼、山田浩康/新倉イワオ、遠藤佳三、鈴木重夫、横山誠一、内海譲司、城啓介、山西伸彦、三木睦郎
- 笑点
  - 演出：中西健
  - プロデューサー：飯田達哉、森下典子、永井英樹
  - ディレクター：大畑仁、福島伸次郎、市野雅一、足立達哉
- 日本テレビS1スタジオ
  - TM：古井戸博
  - CTD：土屋隆
  - SW：安藤康一、宮崎和久
  - C・CAM：泉博司、佐藤裕司
  - クレーン：浅見卓也、坂本政一
  - CVE：飯島友美
  - VE：佐藤満、矢田部昭
  - 音声Co：今村公威
  - MIX：中村一男、大島康彦、中山貴晴
  - AUD：依田真和、松本肇、田中里美
  - 音効：島野高一、橋本いづみ、大根田祐士
  - モニター：池山紘章、紺野智宏
  - LEDモニター：小内一豊
  - 照明プロデューサー：山本智浩
  - LD：小川勉
  - 美術プロデューサー：中原晃一
  - デザイナー：磯村英俊
  - 美術進行：大川明子
  - 装置：峰崎俊輔、中里昭博
  - 電飾：岩井直樹
  - 持道具：柳下晃一
  - 装飾：丸山善之
  - 衣裳：佐々木皖子、北川方映
  - 特殊効果：堀田秀二郎
  - 生花：柴田正子、網島理恵
  - メイク：村上静子、外山奈津子
  - 美術・照明協力：日本テレビアート
  - 技術全体コーディネーション：久木野大、上田崇博
  - TK：井崎綾子、大岡伸江、田中彩、山際慎子
  - DSS：丸山茜、根本美幸、山岸由佳
- FM：舟澤謙二、杉岡士朗、氣賀澤宏隆、高橋康吉、栗原憲也、小笠原豪
- アシスタント：日本テレビイベントコンパニオン
- リサーチ：フォーミュレーション
- 広報：神山喜久子、笹木奈緒美
- 編成：柴田裕次郎
- 汐留運営：内藤智子、光岡裕子、仲埜寛子、脇阪真琴
- TOKIOチーム：中田真紀、真木健一郎、川久保貴之、木下昌洋、高宮恵蔵
- S1スタジオプロデューサー：大越理央、加藤晋也、藤井秀人、菅原由芳、清千里、松島美由紀、笹生信乃徳、小澤泰加、中野裕子
- S1スタジオディレクター：川本良樹、小元肇、鈴木孝弥
- 技術協力：イエローフラッグ、エラン、Qアップ、共立、コスモスペース、ゴーエン、サンフォニックス、ジャパンテレビ、セギル、東京音研映像、トムキャット、日放、NTV映像センター、日本テレビビデオ、ヌーベルフォース、ネクシオン、ミジェット、三穂電機、明光セレクト、八峯テレビ、バンセイ、読売テレビ
- 制作協力：IVSテレビ制作、アガサス、NCV、ZION、ザ・ワークス、ZIPPY、創輝、日企、日本テレビエンタープライズ、フォルミカ、ブームアップ、メディアネットワーク、モスキート、ユニオン映画、ルーカス、ロール・ワン
- 協力：ジャニーズ事務所
- 制作進行：松田敦子、野本亜希子、斉藤寿
- 大笑点協力：土屋泰則、菅賢治、政橋雅人、吉川圭三、黒岩直樹、松崎聡男、松岡至/城朋子、中山良夫
- ディレクター：高谷和男、今井大輔、福田逸平太
- プロデューサー：寺内壯、東山将之、田中宏史
- 演出：納富隆治
- 総合演出：三觜雅人
- 総合プロデューサー：鈴木雅人、森實陽三
- チーフプロデューサー：梅原幹